# Dereje Alemu
Dereje Alemu je etiopský profesionální fotbalista, který hraje jako brankář za Muger Cementu.

## Mezinárodní kariéra
Alemu hrál za etiopský národní tým v roce 2014.